# Bombegrunden
 Der er for få eller ingen kildehenvisninger i denne artikel, hvilket er et problem. Du kan hjælpe ved at angive troværdige kilder til de påstande, som fremføres i artiklen.

Bombegrunden er et areal i sydlige del af Taarbæk ud til Øresundskysten.  Den fik sit navn, fordi tyske tropper under 2. Verdenskrig bombede et hus på grunden, som de mistænkte for at blive brugt af modstandsbevægelsen (1944). Dette var noget tyskerne havde ret i, for i 1944 oprettede modstandsgruppen “Holger Danske” 14 mindre hovedkvarterer, hvor en af dem var på denne adresse. I dag er Bombegrunden fredet.
Stranden er omkring 40 meter lang og to meter bred; Vanddybden er lav, med sandbund med grus og sten få steder
Bombegrunden var bebygget med en villa, hvor en jødisk familie boede, indtil den blev sprængt i luften af tyskerne under 2. Verdenskrig. Villaen var ejet af en jødisk familie, som flygtede til Sverige grundet Hitlers fremfærd i Europa. Huset stod derfor tomt ved krigsudbruddet, og blev under krigen benyttet af danske jøder, som ventede på, at kunne flygte til Sverige. Dette blev opdaget af Gestapo (Geheime Staatspolizei, dansk: hemmelige statspoliti), der som hævn sprængte villaen i luften d. 11. november 1944. 
Efter krigsafslutningen kom den jødiske familie tilbage til Danmark, men villaen blev ikke genopført, og familien fik en krigsskadeerstatning.
Det siges også, at huset også blev anvendt som våbendepot, og at der under krigen var blevet udgravet en tunnel fra kælderen over [Taarbæk Strandvej og til Cottageparken.

## Fredning
I 1946 afsagde Fredningsnævnet en dom der lød på, at der skulle åbnes mulighed for en fremtidig udvidelse af Bellevue Strandpark mod nord mellem Taarbæk Strandvej og Øresund til og med Bombegrunden.
I 1948 besluttede Overfredningsnævnet, at ophæve fredningen for bebyggelsen mellem Bellevue Strandpark og Bombegrunden, men at stadfæste den for Bombegrunden med den begrundelse, at fredningen af Bombegrunden skønnes at være af væsentlig betydning for almenheden, da den åbner befolkningens adgang til Øresundskysten.
Statsskovvæsenet udtrykte inden fredningens gennemførelse, at en fredning af “Bombegrunden” var særdeles interessant af hensyn til Cottageparken, og Bombegrunden blev herefter overtaget af statsskovvæsenet. Statsskovvæsenet en statslig virksomhed som forvalter statsejede skovejendomme. 
I 1989 afstod Jægersborg Statsskovdistrikt Bombegrunden til Lyngby-Taarbæk Kommune med en aftale om, at Lyngby-Taarbæk Kommune kunne udstykke og bebygge Bombegrunden, såfremt at nødvendige tilladelser dertil kan opnås, og såfremt at Statsskovdistriktet får udbetalt forskelsværdien mellem områdets nuværende anvendelse og de aftalte udvidede formål.
Denne aftale blev indgået, selv om Skov- og Naturstyrelsen i brev af 2. marts 1989 meddelte følgende: “Skov- og Naturstyrelsen kan tiltræde, at Bombegrunden afståes under respekt af Overfredningsnævnskendelsen af 14.10.1948 om offentlig adgang og forbud mod bebyggelse.”
I 1990 anbefalede formanden for byplanudvalget i Lyngby-Taarbæk Kommune at fredningen blev ophævet og grunden bebygget med den begrundelse, at fredningen er en reminiscens fra et samlet fredningsprojekt. Det førte til voldsomme protester fra både Danmarks Naturfredningsforening og beboere i Taarbæk, så kommunen opgav at få fredningen ophævet og grunden udstykket.